# Weiping (köpinghuvudort i Kina, Zhejiang Sheng, lat 29,73, long 118,78)
Weiping (kinesiska: 威坪, 威坪镇) är en köpinghuvudort i Kina. Den ligger i provinsen Zhejiang, i den östra delen av landet, omkring 150 kilometer sydväst om provinshuvudstaden Hangzhou. Antalet invånare är 29 857. Befolkningen består av 15 721 kvinnor och 14 136 män. Barn under 15 år utgör 13,0 %, vuxna 15-64 år 68 %, och äldre över 65 år 17,0 %.
Runt Weiping är det ganska tätbefolkat, med 75 invånare per kvadratkilometer. Weiping är det största samhället i trakten. I omgivningarna runt Weiping växer i huvudsak blandskog.
Genomsnittlig årsnederbörd är 3 004 millimeter. Den regnigaste månaden är juni, med i genomsnitt 501 mm nederbörd, och den torraste är oktober, med 117 mm nederbörd.